# Mariano Ciai
Mariano Ciai (ur. 16 lutego 1893 w Rzymie, zm. 16 lutego 1958 tamże) – włoski zapaśnik walczący w stylu klasycznym. Olimpijczyk ze Sztokholmu 1912, gdzie odpadł w drugiej rundzie w wadze piórkowej.

## Letnie Igrzyska Olimpijskie 1912
| Konkurencja          | Rundy eliminacyjne     | Rundy eliminacyjne        | Klas. końcowa |
| Konkurencja          | Przeciwnik I           | Przeciwnik II             | Miejsce       |
| -------------------- | ---------------------- | ------------------------- | ------------- |
| 60 kg styl klasyczny | Kalle Leivonen (FIN) P | Ville Lehmusvirta (FIN) P | II runda      |